# Johannes Schutte
Johannes Schutte (fl. XX secolo) è stato un tiratore di fune sudafricano.
Partecipò alla gara di tiro alla fune dei Giochi olimpici di Saint Louis 1904. La sua squadra, il Boer Team, fu sconfitto dagli americani del Milwaukee Athletic Club al primo turno.